# Пљевњик-Дрјенове
Пљевњик-Дрјенове (слч. Plevník-Drienové) насељено је мјесто са административним статусом сеоске општине (слч. obec) у округу Повашка Бистрица, у Тренчинском крају, Словачка Република.

## Становништво
| Година:    | 1994. | 2004.   | 2014.   | 2024.   |
| ---------- | ----- | ------- | ------- | ------- |
| Број људи: | 1568  | 1589    | 1613    | 1718    |
| Разлика:   |       | +1,33 % | +1,51 % | +6,50 % |

| Година:    | 2023. | 2024.   |
| ---------- | ----- | ------- |
| Број људи: | 1694  | 1718    |
| Разлика:   |       | +1,41 % |

Према подацима о броју становника из 2024. године насеље је имало 1718 становника.